# Línea 201 (EMT Madrid)
La línea 201 de la empresa municipal de autobuses de Madrid era una lanzadera que unía la estación de Barajas con la Terminal 4 del Aeropuerto sin paradas intermedias. Circuló entre 2006 y 2007, cuando se amplió la línea 8 de metro hasta la T4.

## Características
Esta línea fue puesta en funcionamiento el 5 de febrero de 2006, un día después de la apertura al público de la Terminal 4. Junto a ella se creó la línea 204, que unía la T4 con Avenida de América.
Servía para acercar la T4 a la línea 8 de metro, que por aquel entonces acababa en la estación de Barajas. Cuando se abrió al público la ampliación de la línea 8 entre Barajas y la Terminal 4, el 3 de mayo de 2007, la 201 dejó de circular.

### Frecuencias
A febrero de 2006
| de lunes a viernes laborables |           |
| de 6:00 a 24:00               | 5-8 min   |
| de 0:00 a 2:00                | 16-19 min |
| sábados, domingos y festivos  |           |
| de 6:00 a 7:00                | 20-23 min |
| de 7:00 a 24:00               | 7-14 min  |
| de 24:00 a 2:00               | 20-23 min |